# 樱铁对话录
《櫻鐵奇想》是藤崎龙創作的科幻少年漫畫，藉主角櫻鐵遭遇影射漫畫創作，並在結尾採用後設手法。

## 故事簡介
櫻鐵是一名普通高中生，雖家住都市精華地段，但背負鉅額地價稅，使櫻家過著清貧的日子，某日未來人、宇宙海盜、地底人等紛紛看上櫻家的土地，企圖侵略櫻家。為捍衛家產，櫻鐵除了忙著打工賺錢繳稅，還要與各路人馬周旋。

## 出场人物
樱铁（桜テツ，サクラ テツ）
主角，名字来自古希腊哲学家苏格拉底。